# Медаль «За трудову доблесть»
Меда́ль «За трудову́ до́блесть» — державна нагорода СРСР, як і «За трудову відзнаку» — останні медалі СРСР передвоєнного періоду.
Їх поява серед нагород Радянського Союзу зумовлена появою звання Героя Соціалістичної Праці, яке мало бути підкріплене нагородами за визначні досягнення у трудовій діяльності. До того часу єдиною нагородою за трудові успіхи був орден «Знак Пошани», але він не міг задовольнити потреб широкого залучення трудівників до високопродуктивної праці, заохочення учасників стаханівського руху.
Медалі «За трудову доблесть» і «За трудову відзнаку» засновані Указом Президії Верховної Ради СРСР від 27 грудня 1938 року.

## Положення про медаль
Медаллю «За трудову доблесть» нагороджувалися робітники, колгоспники, інженерно-технічні та господарські працівники, працівники транспорту, будівництва, торговельних і кооперативних організацій, культурних і наукових закладів, які у своїй трудовій діяльності були передовими борцями за соціалістичне будівництво, показали зразки стаханівського використання техніки й високої продуктивності праці, сприяли розвиткові науки, культури, техніки.
До початку німецько-радянської війни медаллю «За трудову доблесть» нагороджено близько 8 тисяч осіб.
У роки війни медаллю нагороджувалися виключно працівники оборонних підприємств, колгоспники, працівники транспорту, будівництва, науки та культури, які забезпечували потреби фронту. 
За ці роки медаллю «За трудову доблесть» нагороджено близько 50 тисяч осіб.

## Опис медалі
Медаль «За трудову доблесть» — кругла, виготовлена зі срібла. 
На лицьовому боці у верхній половині — червона п'ятикутна зірка з серпом і молотом. Під зіркою — напис «рос. За трудовую доблесть», у нижній частині медалі — «рос. СССР». На зворотному боці — напис «рос. Труд в СССР — дело чести», номер медалі. 
У повоєнні роки медалі не нумерувались.